# Stefano Ranucci
Stefano Ranucci (Roma, Italia) es un dirigente y político italiano, y es el actual presidente de la Universidad Nicolás de Cusa and Unicusano Fondi Calcio.

## Biografía
Ha cubierto desde 1996 al 2002 el puesto de director general de la 
Iberia aerolínea (Italia - Malta).